# Place d'Armes de Montreal

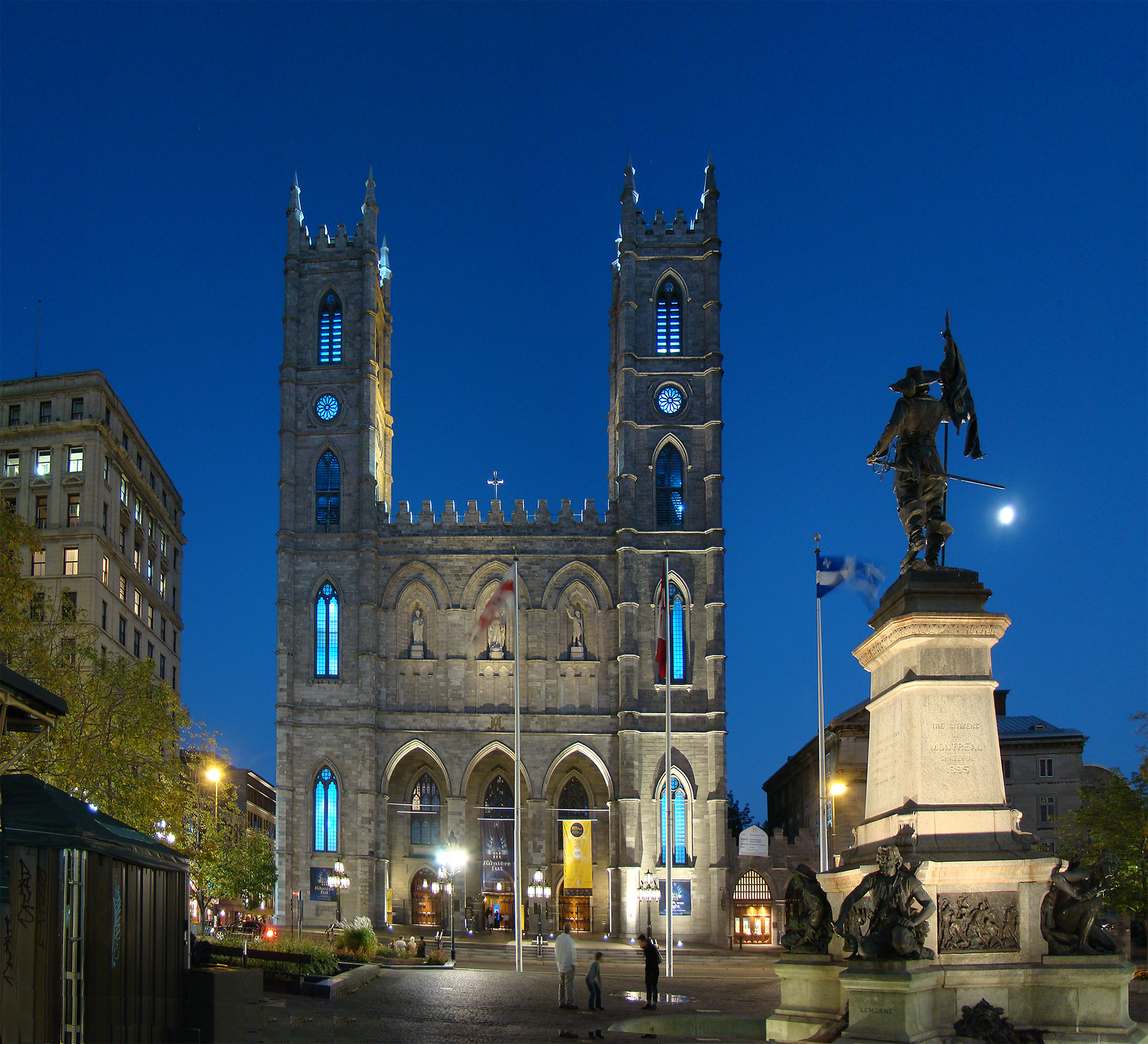
La Basílica Notre-Dame y la estatua de Maisonneuve vistas desde la Place d'Armes.

La place d’Armes es una plaza del Vieux-Montreal. Es la tercera plaza que lleva este nombre en Montreal, muy común en la francofonía.
Es un pequeño parque cuyo centro está ocupado por una estatua de uno de los fundadores de la ciudad, Maisonneuve. Alrededor se encuentran la Basílica Notre-Dame al sur, la sede social del Banco de Montreal al norte y el Hotel Place d’Armes al nordeste.
La estación de metro Place-d’Armes está situada inmediatamente al sur.

## Historia
La plaza fue inaugurada en 1693 y se convirtió en una plaza pública, pero continuó perteneciendo a los Sulpicianos. Era el patio de la antigua iglesia de Ville-Marie ubicada en el eje de la calle Notre Dame. Inicialmente se llamó Place de la Fabrique, pero en 1721 recibió el nombre actual de Place d'Armes cuando se convirtió en el escenario de diversos acontecimientos militares. Entre 1781 y 1813 el lugar se utilizó como plaza de mercado y se convirtió en un lugar común de reunión.
Después de la construcción de la Basílica Notre-Dame de Montreal y la demolición de la primera iglesia, los Sulpicianos vendieron la plaza a la ciudad de Montreal en 1836. En ese mismo año la plaza fue adornada con un jardín victoriano a su alrededor. El 1 de julio de 1895 se inauguró en el centro de la plaza un monumento en honor a Paul Chomedey de Maisonneuve, fundador de la ciudad, elaborada por el escultor Louis-Philippe Hébert para conmemorar la defensa del primer asentamiento francés del ataque de los iroqueses.
En la época que Montreal tenía el sistema de tranvía, la Place d'Armes fue su punto central. Desde 1960 la plaza conserva el diseño actual.
La ciudad de Montreal en 2009 llevó a cabo una importante labor de restauración de la Place d'Armes. Este proyecto representó una inversión de 14 millones de dólares y fue financiado en su totalidad por el Ministerio de Asuntos Municipales, Regiones y la ocupación del territorio de Quebec (MAMROT). Todo el proyecto fue terminado en el otoño de 2011. Fueron restaurados todos los componentes del Monumento Maisonneuve (base, estatua principal del fundador y estatuas de otros personajes a los costados).